# گوستا ساندربری

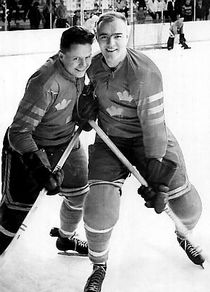
ساندربری (چپ) همراه با هانس میلد در 1961 World Ice Hockey Championships.

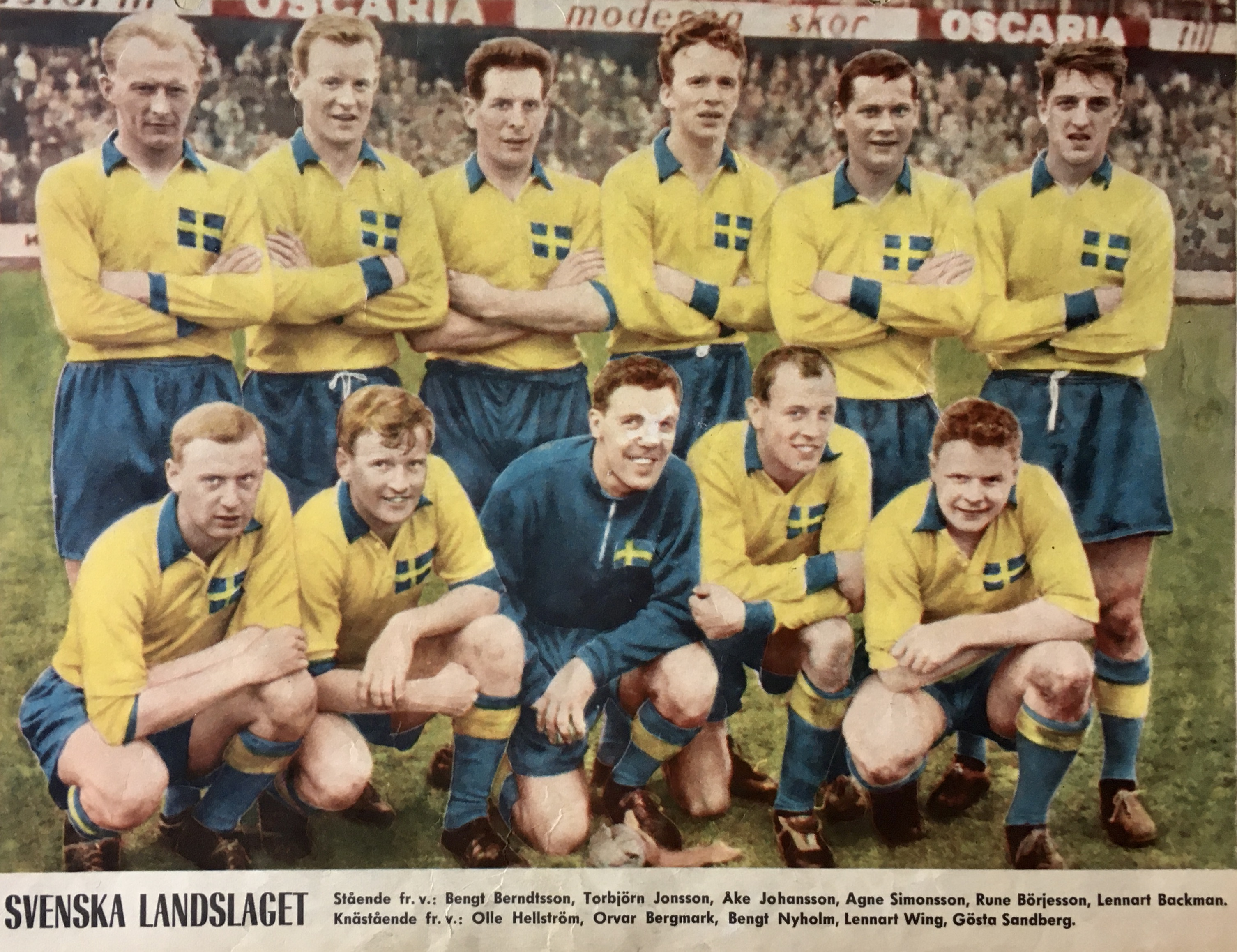
تیم ملی فوتبال سوئد در 1961 همراه با این بازیکنان – ایستاده از چپ: Bengt "Fölet" Berndtsson, Torbjörn Jonsson, Åke "Bajdoff" Johansson, Agne Simonsson, Rune Börjesson و Lennart Backman; crouched: Olle "Lappen" Hellström, Orvar Bergmark, Bengt "Zamora" Nyholm, Lennart Wing و گوستا ساندربری.

گوستا ساندربری (سوئدی: Gösta Sandberg؛ ۶ اوت ۱۹۳۲ – ۲۷ آوریل ۲۰۰۶) بازیکن فوتبال، بازیکن هاکی روی یخ، و مربی فوتبال اهل سوئد بود.
از باشگاه‌هایی که در آن بازی کرده‌است می‌توان به باشگاه فوتبال دیورگاردن اشاره کرد.